# Magnus Eriksson (football)
Pour les articles homonymes, voir Eriksson.
Magnus Eriksson, né le 8 avril 1990 à Solna en Suède, est un footballeur international suédois, qui joue au poste de milieu relayeur au Djurgårdens IF.

## Biographie

### Parcours en club

#### Débuts en Suède
Magnus commence le football dans sa ville natale au AIK Fotboll. Lors de la saison 2006, il intègre l'équipe professionnel sous la direction de Rikard Norling. Cependant, il dispute aucune rencontre avec l'équipe première, puis en 2008, il est prêté au Akropolis IF en Division 2 et au Väsby United en Superettan. Puis en 2009, le Väsby United lève l'option d'achat du joueur et le recrute. Lors de sa deuxième saison, il inscrit 11 buts en 29 rencontres de Superettan. 
Il est transféré au Åtvidabergs FF avant le débuts de la saison 2011 de Superettan. Cette saison est un succès pour Magnus et Åtvidaberg, il inscrit 15 buts en 30 matches, terminant troisième meilleur buteur du championnat, et remporte le championnat. La saison suivante, il fait ses débuts en Allsvenskan contre l'Örebro SK le 2 avril. Il commence la rencontre comme titulaire, et sort du terrain à la 89e minute de jeu, en étant remplacé par Allan Olesen, lors d'une victoire 4-3. Il inscrit 11 buts en 20 rencontres avant d'être vendu au club belge du KAA La Gantoise lors du mercato estival.

#### Passage en Jupiler League
Le 21 août 2012, il est transféré au KAA La Gantoise, évoluant en Jupiler Pro League, et signe un contrat de quatre ans. Il fait ses débuts en Jupiler League contre le FC Malines le 15 septembre. Il commence la rencontre comme titulaire, et sort du terrain à la 82e minute de jeu, en étant remplacé par Stijn De Smet, lors d'une défaite 2-0. 
Depuis début novembre, il dispute plus aucune rencontre. Après quatre apparitions en championnat en six mois, le joueur décide de quitter le club.

#### Retour en Suède à Malmö
Le 21 janvier 2013, il rejoint Malmö FF en Allsvenskan, et signe un contrat de quatre ans. C'est son ancien entraîneur du AIK, Rikard Norling, alors entraîneur du Malmö FF, l'a personnellement contacté et a exprimé son intérêt à ce qu'Eriksson rejoigne le club a été décisif dans son transfert. Sa première saison est très réussie à Malmö FF en devenant le meilleur buteur du club avec 11 buts, et le meilleur passeur du championnat avec 14 passes décisives. Il a également disputé tous les matches des qualifications pour la Ligue Europa, et inscrit deux buts. Pour ses performances lors de cette saison, il est nommé au trophée du meilleur attaquant de l'année et du meilleur joueur de l'année, mais c'est Tobias Hysén de l'IFK Göteborg qui remporte les deux trophées.
La saison suivante, il remporte une deuxième fois le championnat, et s'est qualifiée pour la phase de groupes de la Ligue des champions. Il a participé à onze rencontres en Ligue des champions. Il a remporté le trophée du but de l'année de Fotbollsgalan pour son but contre le Red Bull Salzbourg le 27 août 2014,.

#### Expériences à l'étranger peu concluantes, retours réussis en Suède
Le 15 décembre 2014, il est transféré au Guizhou Renhe, évoluant en Chinese Super League. Il fait ses débuts en Chinese Super League contre le Liaoning Whowin le 7 mars 2015, lors d'une défaite 1-0. Après sept apparitions en championnat en six mois, le joueur décide de quitter le club.
Le 10 juillet 2015, il signe un contrat de quatre ans avec le Brøndby IF, évoluant en Superligaen. Il fait ses débuts en Superligaen contre l'AGF Århus le 19 juillet, lors d'une défaite 2-1. Il entre à la 44e minute de la rencontre, à la place d'Elba Rashani.
Le 16 juin 2016, il rejoint le Djurgårdens IF, signe un contrat de 3 ans et demie et choisit le numéro 77. Le 14 août, il inscrit son premier but pour Djurgårdens lors d'un match contre l'IF Elfsborg. Avant le début de la saison 2017, il change de numéro et choisit le numéro 7. Il termine meilleur buteur avec 14 buts inscrits lors de la saison 2017 d'Allsvenskan.

#### Nouvelle expérience en MLS
Il poursuit sa carrière en Amérique du Nord lorsqu'il rejoint les Earthquakes de San José en Major League Soccer le 20 décembre 2017, en tant que joueur désigné.

#### Retour au Djurgårdens IF
Le 21 août 2020, Eriksson retourne au Djurgårdens IF.

### Parcours international
Magnus Eriksson est convoqué pour la première fois en équipe de Suède par le sélectionneur national Erik Hamrén, pour un match amical contre la Moldavie le 17 janvier 2014. Il commence la rencontre comme titulaire, et sort du terrain à la 71e minute de jeu, en étant remplacé par Robin Quaison. Le match se solde par une victoire 2-1 des Suédois.

## Palmarès

### En club
- Avec  Åtvidabergs FF :
  - Champion de Suède de D2 en 2011

- Avec le  Malmö FF :
  - Champion de Suède en 2013 et 2014
  - Vainqueur de la Supercoupe de Suède en 2013 et 2014

### Distinctions personnelles
- Élu meilleur passeur d'Allsvenskan de la saison 2014 (14 passes)
- Élu meilleur buteur d'Allsvenskan de la saison 2017 (14 buts)
- Trophée du plus beau but suédois de l'année en 2014[7]

## Statistiques
| Saison                | Club                  | Championnat           | Championnat | Championnat | Championnat | Coupe(s) nationale(s) | Coupe(s) nationale(s) | Coupe(s) nationale(s) | Supercoupe | Supercoupe | Supercoupe | Compétition(s) continentale(s) | Compétition(s) continentale(s) | Compétition(s) continentale(s) | Compétition(s) continentale(s) | Suède | Suède | Suède | Total | Total | Total |
| Saison                | Club                  | Division              | M.          | B.          | P.d.        | M.                    | B.                    | P.d.                  | M.         | B.         | P.d.       | Comp.                          | M.                             | B.                             | P.d.                           | M.    | B.    | P.d.  | M.    | B.    | P.d.  |
| 2008                  | Akropolis IF (prêt)   | Division 2            | 9           | 4           | 0           | -                     | -                     | -                     | -          | -          | -          | -                              | -                              | -                              | -                              | -     | -     | -     | 9     | 4     | 0     |
| 2008                  | Väsby United (prêt)   | Superettan            | 10          | 0           | 0           | -                     | -                     | -                     | -          | -          | -          | -                              | -                              | -                              | -                              | -     | -     | -     | 10    | 0     | 0     |
| 2009                  | Väsby United          | Superettan            | 19          | 2           | 0           | 1                     | 2                     | 0                     | -          | -          | -          | -                              | -                              | -                              | -                              | -     | -     | -     | 20    | 4     | 0     |
| 2010                  | Väsby United          | Superettan            | 29          | 11          | 4           | 2                     | 0                     | 0                     | -          | -          | -          | -                              | -                              | -                              | -                              | -     | -     | -     | 31    | 11    | 4     |
| 2011                  | Åtvidabergs FF        | Superettan            | 30          | 15          | 5           | 4                     | 0                     | 0                     | -          | -          | -          | -                              | -                              | -                              | -                              | -     | -     | -     | 34    | 15    | 5     |
| 2012                  | Åtvidabergs FF        | Allsvenskan           | 20          | 11          | 4           | -                     | -                     | -                     | -          | -          | -          | -                              | -                              | -                              | -                              | -     | -     | -     | 20    | 11    | 4     |
| 2012-2013             | KAA La Gantoise       | Pro League            | 4           | 0           | 1           | 0                     | 0                     | 0                     | -          | -          | -          | -                              | -                              | -                              | -                              | -     | -     | -     | 4     | 0     | 1     |
| 2013                  | Malmö FF              | Allsvenskan           | 30          | 11          | 14          | 3                     | 1                     | 1                     | 1          | 0          | 0          | C3                             | 6                              | 2                              | 0                              | -     | -     | -     | 40    | 14    | 15    |
| 2014                  | Malmö FF              | Allsvenskan           | 30          | 5           | 7           | 6                     | 1                     | 5                     | 0          | 0          | 0          | C1                             | 11                             | 1                              | 1                              | 1     | 0     | 0     | 48    | 7     | 13    |
| 2015                  | Guizhou Renhe         | Super League          | 7           | 0           | 0           | 1                     | 0                     | 0                     | -          | -          | -          | -                              | -                              | -                              | -                              | -     | -     | -     | 8     | 0     | 0     |
| 2015-2016             | Brøndby IF            | Superligaen           | 22          | 1           | 2           | 2                     | 1                     | 0                     | -          | -          | -          | C3                             | 6                              | 0                              | 0                              | -     | -     | -     | 30    | 2     | 2     |
| 2016                  | Djurgårdens IF        | Allsvenskan           | 17          | 3           | 3           | -                     | -                     | -                     | -          | -          | -          | -                              | -                              | -                              | -                              | -     | -     | -     | 17    | 3     | 3     |
| 2017                  | Djurgårdens IF        | Allsvenskan           | 29          | 14          | 7           | 3                     | 0                     | 1                     | -          | -          | -          | -                              | -                              | -                              | -                              | -     | -     | -     | 32    | 14    | 8     |
| 2018                  | San Jose Earthquakes  | MLS                   | 32          | 6           | 3           | 1                     | 0                     | 0                     | -          | -          | -          | -                              | -                              | -                              | -                              | -     | -     | -     | 33    | 6     | 3     |
| 2019                  | San Jose Earthquakes  | MLS                   | 32          | 6           | 10          | 2                     | 1                     | 0                     | -          | -          | -          | -                              | -                              | -                              | -                              | -     | -     | -     | 34    | 7     | 10    |
| 2020                  | San Jose Earthquakes  | MLS                   | 7           | 4           | 2           | -                     | -                     | -                     | -          | -          | -          | -                              | -                              | -                              | -                              | -     | -     | -     | 7     | 4     | 2     |
| 2020                  | Djurgårdens IF        | Allsvenskan           | 0           | 0           | 0           | 0                     | 0                     | 0                     | -          | -          | -          | -                              | -                              | -                              | -                              | -     | -     | -     | 0     | 0     | 0     |
| Total sur la carrière | Total sur la carrière | Total sur la carrière | 327         | 93          | 62          | 25                    | 5                     | 7                     | 1          | 0          | 0          | -                              | 23                             | 3                              | 1                              | 1     | 0     | 0     | 377   | 101   | 70    |